# Ідріс II (маї Борну)
Ідріс II Катакармабе (*д/н — 1526) — 19-й маї (володар) і султан Борну в 1503/1507—1526 роках. Розширив територію держави.

## Життєпис
Походив з Другої династії Сейфуа. Син маї Алі-Гаджи, після смерті якого між 1503 та 1507 роками посів трон. Завершив війну з султанатом Яо, який остаточно переміг. Відвоював центральні землі колишньої імперії Канем навколо озера Чад. Розширив кордони до річки Нігер, встановивши зверхність над народом білала.
Зберігав мирні стосунки з хауськими державами та імперією Сонгай. Активно розбудовував свою столицю Нгазаргаму. Помер 1526 року. Йому спадкував старший син Мухаммад V.